# Consulatul
Consulatul a fost regimul politic al Franței de la lovitura de stat din 18 Brumaire⁠(d) (9 noiembrie 1799) până la proclamarea Primului Imperiu la 18 mai 1804 de către Napoleon Bonaparte. Constituția din anul VIII⁠(d) a instituit, astfel, un regim autoritar, condus, în teorie, de trei consuli, dar în realitate de primul consul, Napoleon Bonaparte, care în 1802 a devenit consul pe viață. Consulatul a urmat după regimul Directoratului (1795–1799) și a durat până la sfârșitul Primei Republici.

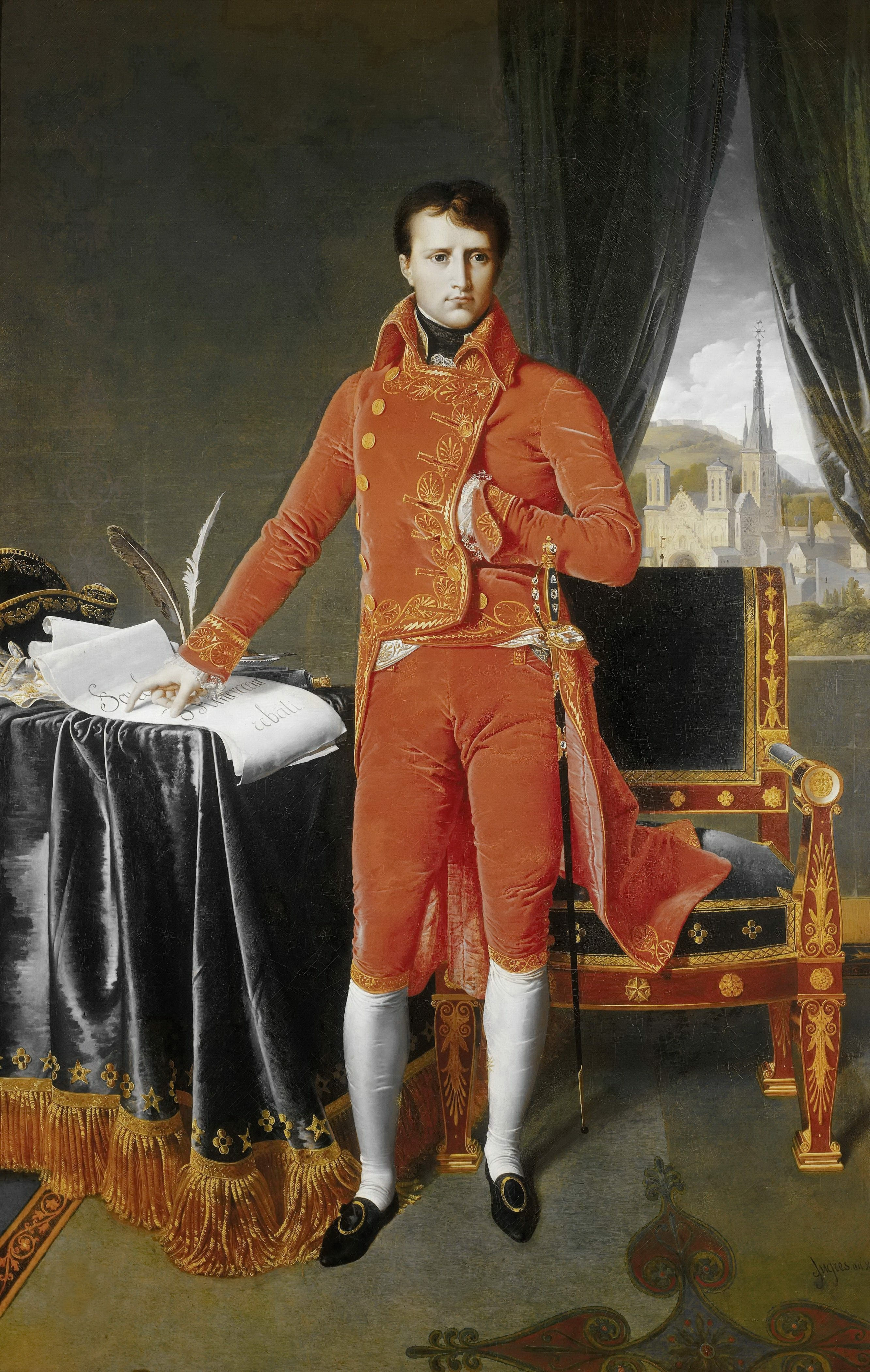
Portretul lui Napoleon ca prim-consul

Pe 8–10 noiembrie 1799, Napoleon declanșează lovitura de stat cu ajutorul armatei împotriva celor două camere care se opuneau adoptării unui regim care să-l aibă în frunte, fiind sprijinit de Paul Barras și abatele Sieyès. Rivalii politici au fost marginalizați, ca generalul Jourdan, autorul legii serviciului militar obligatoriu, generalul Moreau-regalist și generalul Bernadotte, ce a fost adoptat de regele Suediei. Se constituie pe ruinele Directoratului un nou regim - Consulatul (condus de trei consuli, în care Napoleon era prim-consul). Atribuțiile sale au fost prevăzute de Constituția Anului VIII adoptată prin referendum la sfârșitul anului 1799, elaborată și de Napoleon. Parlamentul era alcătuit din patru camere. Procesul legislativ era divizat în Consiliul de Stat (50 de membri numiți și direct de primul consul și care elaborau proiecte de legi), Consiliul Legislativ (care adopta și respingea proiecte de legi) și Senatul (care verifică constituționalitatea legilor și modificarea constituției). Consultarea electorală s-a realizat printr-un sistem cenzitar. Cetățenii care se bucurau de mai multe drepturi civice alegeau trei tipuri de liste - la nivel comunal, la departament și la nivel național. Napoleon, prin reformele sale, a pus bazele Franței de astăzi. Statul Francez avea nevoie însă de resurse financiare pentru a duce războaie, Franța rămânând cel mai populat stat după Rusia și cel mai bogat. A fost necesară o reformă fiscală pentru asigurarea colectării impozitelor, fiind lansat cadastrul. Apare figura perceptorului. În 1800 este înființată Banca Franței care va avea monopolul asupra emiterii monedei, francul. Napoleon impune perfecți în fruntea departamentelor, continuând politica de centralizare. Justiția a fost reformată, fiind create tribunale la diverse niveluri, în frunte fiind Tribunalul Suprem care nu era independent, deci separația puterilor în stat nu era respectată. 
În 1804 a fost emis Codul Civil bazat pe respectarea libertăților individuale, fiind promovată familia și prin care se stabilea vârstă majoratului la 25 de ani. Este suprimat dreptul la primogenitură, s-au creat Corpul Notarilor și Corpul Avocaților, religia era folosită ca un instrument politic și s-a lansat un program de pacificare în Europa. Având în vedere schisma din interiorul bisericii catolice din Franța și având nevoie de un stat unit, Napoleon a semnat Concordatul cu Sfântul Scaun. Astfel, Papa cerea demisia episcopilor refractari, episcopii constituționali fiind demiși, fiind reintrodusă învestitură canonică. Napoleon a acordat o mare atenție educației, punând accentul pe învățământul universitar care pregătea cadrele imperiale. În 1802 a fost adoptată legea care privea învățământul secundar, iar în 1806 a fost adoptată o lege care punea bazele unei Universități Imperiale, un sistem de conducere a învățământului secundar și universitar prin care statul enunță monopolul educațional. În funcție de regiune, de zonă, între 75 și 80 % dintre comune dispuneau de o școală primară. Statul se interesa de învățământul secundar și de cel superior. Modelul acesta a proliferat în multe alte țări din Europa. 	Bacalaureatul era un examen a cărui diplomă avea nivel universitar. Multe din reformele lui Napoleon se plasează în perioada 1800-1804, în Perioada Consulară. 

Încoronarea lui Napoleon ca împărat al Franței

În 1802, Senatul a modificat Constituția, impunând Constituția Anului X, consulii devenind demnitari pe viață. De aceea are loc un complot regalist împotriva lui Napoleon, regaliștii fiind nemulțumiți că Napoleon nu a militat pentru readucerea monarhiei, având ca lideri pe Pichergru. Au avut loc interogatorii în care se implicase și ducele d’Enghien, fiul șefului armatei exilaților. 
Peste 3,5 milioane de francezi au votat pentru instaurarea imperiului și modificarea constituției.
Astfel, pe 2 decembrie 1804, Napoleon a fost încoronat împărat.